# Charles Rasp

Charles Rasp, um 1890

Charles Rasp (* 7. Oktober 1846 in Cannstatt; † 22. Mai 1907 in Adelaide, South Australia) war ein deutsch-australischer Bergbauunternehmer, der als Erster die wirtschaftliche Bedeutung der Lagerstätten in und um Broken Hill in Australien erkannte. Rasp war einer der Gründer von BHP, einem der größten Bergbauunternehmen der Welt. Seine Silberfunde waren der „…entscheidende Anstoß zum Umschwung [South Australias] von einer Nur-Landwirtschaft in eine reiche Industrienation“.
Rasp stammte ursprünglich aus der Umgebung von Stuttgart – damals Königreich Württemberg –, ging dort zur Schule. Er soll sich zum Lebensmittelchemiker ausbilden haben lassen und arbeitete in Hamburg, wo er wegen seiner Kenntnisse in Englisch, Französisch und Deutsch geschätzt wurde. Später soll er nach Australien wegen gesundheitlicher Probleme ausgewandert sein. Nach einer anderen Quelle wird von Historikern geschildert, dass er ein Offizier des 12. Armeechors der Kaiserlichen Armee war, der um 1870 von seiner Einheit desertierte. Er habe auf dem Schiff Peggy unter dem Namen von Hengel Melbourne am 8. Februar 1871 erreicht.
Rasp nahm verschiedene Arbeitsstellen an, beispielsweise im Weinbau und auf Viehstationen im Hinterland von Melbourne. Er soll auch sein Glück auf den viktorianischen Goldfeldern versucht haben. Ab 1880 hatte er auf der Mount Gipps Station eine Anstellung angetreten, die von George McCulloch geleitet wurde (Coulls, 1976 and Camilleri, 2006).
Rasp war inspiriert vom Silberrausch im nahe gelegenen Silverton und begann die Gegend um Broken Hill geologisch zu erkunden.
Im September 1883 entdeckte er beim Schafezählen die Mineralien und Formationen, wie diese für Broken Hill typisch werden sollten. Er tat sich zusammen mit den örtlichen Unternehmern David James und James Poole und pachtete eine Fläche, auf der sie einen kleinen Schacht abteuften. Obwohl die ersten Analysen enttäuschend waren, machten sie unverdrossen weiter und erhielten Hilfe durch weitere Mitstreiter, die auch auf der Mount Gipps Station arbeiteten und formierten sich zum 'Syndicate of Seven'. George McCulloch und Charles Rasp sicherten sich weitere Abschnitte in ganz Broken Hill und nannten das Gebiet ursprünglich Wilyu-Wilyu-yong (Curtis, 1908).
Sie schürften nach Zinn, aber die Analysen ergaben nur einen schwachen Gehalt, dafür jedoch Spuren von Silber (Curtis, 1908).
Erst im Jahre 1884 oder Anfang 1885 konnten sie reichhaltig Silber fördern, was der Unternehmung unter dem Namen BHP großen Auftrieb verlieh und die Pachtflächen wurden systematisch erschlossen. Rasp wurde ein eigener Abschnitt und eigene Anteile zugewiesen und bereits fünf Jahre später war er ein reicher Mann (Coulls, 1976). Am 22. Juli 1886 heiratete er Agnes Kevesahl. Er erwarb im Adelaider Vorort Menindie ein Haus, das er zu einer Villa ausbaute und Willyama nannte.
1900 reiste Rasp mit seiner Frau nach Europa und kehrte 1902 zurück. Er hielt die meisten Anteile an dem BHP, war Direktor der Kalgoorlie Bank of England Compagny und der West Collie Doalfield Bank, ferner hielt er Anteile an weiteren Unternehmen. Danach zog sich immer mehr aus dem Geschäftsleben zurück und starb im Jahr 1907 im Alter von 67 Jahren.